# Cerovec (gmina Šentjur)
Cerovec – wieś w Słowenii, w gminie Šentjur. W 2018 roku liczyła 165 mieszkańców.